# Elmira (New York)
Elmira is een plaats (city) in de Amerikaanse staat New York, en valt bestuurlijk gezien onder Chemung County.

## Demografie
Bij de volkstelling in 2000 werd het aantal inwoners vastgesteld op 30.940.
In 2006 is het aantal inwoners door het United States Census Bureau geschat op 29.567, een daling van 1373 (-4.4%).

## Geografie
Volgens het United States Census Bureau beslaat de plaats een oppervlakte van
19,6 km², waarvan 18,9 km² land en 0,7 km² water. Elmira ligt op ongeveer 269 m boven zeeniveau.

## Plaatsen in de nabije omgeving
De onderstaande figuur toont nabijgelegen plaatsen in een straal van 12 km rond Elmira.

## Geboren
- Clyde Fitch (1865-1909), toneelschrijver
- Hal Roach (1892-1992), filmproducer
- Charlie Baker (1956), gouverneur van Massachusetts
- Eileen Collins (1956), astronaute